# 小倉スポーツ
株式会社 小倉スポーツ（こくらスポーツ）は、かつて福岡県、山口県、大分県などに計9店舗のスポーツ用品店を運営していた、スポーツ用品販売会社。本社・本店は福岡県北九州市小倉北区に存在した。キャッチフレーズは、『人、夢、スポーツ、全ての人にさわやかな夢 見てほしいのです』。

## 概要
1948年創業。最盛期の2002年7月期決算では福岡県・山口県・大分県などの9店舗で37億円近い売り上げを計上した。しかし、靴小売会社の傘下になってからは徐々に経営が苦しい状態になった。
追い打ちを掛けるように、ゼビオ、スポーツデポなどの大型スポーツ用品店が九州各地に店舗大幅展開を始めた。このことから、販売不振に追い込まれ売り上げが上記最盛期の半分近い18億1195万円までに落ち込み、ついに赤字約4億3500万円を計上し、売上低迷に歯止めがかからない状態に陥ったため、経営再建に着手した。まず、全9店舗のうち不採算店舗の古賀店など5店舗を閉鎖したが、経営状態は改善せず、最終手段の手形決済をしたがこれも不調に終わった。そのため、2010年1月20日福岡地方裁判所小倉支部に自己破産を申請し地裁に破産宣告を受け破産。その翌日全店を閉鎖し、50数年の歴史に幕を下ろした（チャチャタウン小倉本店は破産数日前から臨時休業中だった）。
負債総額は14億1800万円内外。

## 特徴
全店舗が直営店舗だった。また、取り扱い商品は、野球、サッカー、テニス、バドミントン、シューズ、ウェア、ゴルフ用品などのスポーツ各種であった。

## 本社所在地
- 福岡県北九州市小倉北区大門1-2-13